# The Little Willies
The Little Willies è un gruppo musicale statunitense fondato nel 2003 da Norah Jones (cantante e pianista), Richard Julian (cantante), Jim Campilongo (chitarrista), Lee Alexander (bassista), e Dan Rieser (batterista). Il nome del gruppo è un omaggio al cantautore Willie Nelson.

## Storia
Il gruppo, formato da artisti con la propria carriera solista, era accomunato dall'amore per la musica country. I vari membri hanno iniziato sporadicamente a suonare insieme nei vari club di New York City. Queste esibizioni li portarono successivamente ad una serie di eventi, tra i quali un concerto di beneficenza per l'organizzazione no-profit National Public Radio.
L'album di debutto omonimo ha donato loro ancor più popolarità: il disco contiene cover di Hank Williams (I'll Never Get Out), Willie Nelson (Gotta Get Drunk and Nightlife), Fred Rose (Roly Poly), Townes Van Zandt (No Place to Fall) e Kris Kristofferson (Best of All Possible Worlds). Mescolando ai rifacimenti composizioni originali (come Lou Reed, scritta da Norah Jones) la band incise un disco apprezzato da molti critici.
Nel 2012, dopo 6 anni di assenza dalle scene musicali, i Little Willies pubblicano un secondo album dal titolo For the Good Times, che viene preceduto da una serie di date promozionali e seguito da un minitour della band negli USA. Come nel primo lavoro, questo album raccoglie cover - tra le altre, brani di Dolly Parton, Johnny Cash e Loretta Lynn - e alcuni pezzi originali scritti dai membri della band.

## Discografia

### Album studio
- 2006 - The Little Willies
- 2012 - For the Good Times